# Trio infernale
Trio infernale (Le Trio infernal) è un film del 1974 diretto da Francis Girod.
Ispirato alla vicenda realmente accaduta di Georges-Alexandre Sarrejani detto Sarret.

## Trama
Fra le due guerre mondiali un avvocato e due sorelle sue amanti imbastiscono truffe alle assicurazioni per mantenere il loro tenore di vita. Ma a un certo punto uccidono un complice e la sua amante, dissolvendo poi i corpi con l'acido. Dopo qualche tempo però il trio viene scoperto e processato.

## Critica
Paolo Mereghetti ha definito il film una «commedia intrisa di humour nero che indugia [...] sui particolari più scabrosi e truculenti».